# Kościół ewangelicki w Mrągowie
Kościół ewangelicko-augsburski w Mrągowie – kościół parafialny należący do diecezji mazurskiej kościoła Ewangelicko-Augsburskiego w RP.

## Historia
Pierwsza świątynia powstała w 1409 lub w 1442 i była zbudowana z drewna, prawdopodobnie została zniszczona przez jeden z pożarów miasta. Obecna murowana budowla salowa powstała w 1734, w 1753 dobudowano absydę. Istnieją przesłanki, że najstarszą częścią kościoła jest wieża, na górującym nad nią wietrzniku widnieje data 1705. Przed 1945 we wnętrzu znajdowały się napisy ścienne, m.in. nad głównym wejściem "Gehet in Gottes Thore frölich ein mit Dancken" (Wejdźcie radośnie w Bramy Boże z wdzięcznością), pod oknami "Diess Haus ist erbaut zu Gottes Wahren Ehren so Lasst uns solchen Preis zu unserer Zeit vermehren" (Ten dom został zbudowany dla boskiej chwały, by w naszych czasach ją rozsławiać), zaś na suficie sceny biblijne. W pochodzącym z XVIII wieku ołtarzu głównym umieszczona była reprodukcja dzieła Leonarda da Vinci "Ostatnia wieczerza". Nad chrzcielnicą znajdował się krucyfiks z I połowy XVIII wieku, była tam również ambona, a uzupełnieniem wystroju były organy z drewnianą oprawą frontową w stylu rokoko.
Na ścianie świątyni w pierwszych latach XIX wieku umieszczono tablicę upamiętniającą dwóch Mazurów, Bronikowskiego i Radolińskiego, którzy polegli w 1807 w bitwie pod Lidzbarkiem Warmińskim. 4 lipca 1816 podczas uroczystości ku czci mieszkańców miasta poległych podczas wycofywania się armii francuskiej podczas wojny z Rosją uroczyście odsłonięto przy ołtarzu tablicę pamiątkową zawierającą listę zmarłych. W 1831 umieszczono tablicę upamiętniającą 31 osób zmarłych podczas epidemii cholery, wykuty był na niej wizerunek sowy i napis "O Mensch, denk an dein Ende! Heute roth, morgen todt!" (Człowiecze, myśl o śmierci! Dziś żywy, jutro martwy!.
W 1885 rozbudowano absydę, ponieważ gmina ewangelicka stawała się coraz bardziej liczna ok. 1900 powzięto plany rozbudowy świątyni poprzez rozbudowę zakrystii oraz podwyższenie wieży do ok. 40 m. Szczegółowy opis wnętrza świątyni został sporządzony przez niemieckiego historyka i konserwatora sztuki Adolfa Böttichera, który w 1891 objął funkcję głównego konserwatora Prus Wschodnich i dokonał inwentaryzacji podlegających mu budowli zabytkowych. Swoje wnioski zawarł w opublikowanej pomiędzy 1892 a 1898 ośmiotomowej pracy "Bau-und Kunstdenkmäler". W takiej formie świątynia dotrwała do wkroczenia Armii Czerwonej, której żołnierze początkowo kościół zdewastowali, a następnie podpalili.
Odbudowę wypalonego kościoła rozpoczęto w 1952, ale pierwsze nabożeństwo zostało odprawione dopiero 8 października 1961. Obecnie kościół posiada współczesny wystrój, nie zachowało się wyposażenie sprzed 1945. Za ołtarzem zachowano jedną płytę nagrobną sprzed 1786. 

### Cmentarz przykościelny
Świątynię otaczał cmentarz, który zgodnie z dekretem wydanym w 1773 przez cesarza Fryderyka II Wielkiego nakazującym likwidację cmentarzy przykościelnych znajdujących się w obrębie murów miejskich i zakładanie nowych poza miastem został w 1786 zamknięty. W 1871 splantowano teren pocmentarny i posadzono w tym miejscu Dąb Pokoju, jako dowód pamięci po poległych i zaginionych podczas wojny francusko-pruskiej. Drugim drzewem pamięci jest posadzony w 1920 po wygranym plebiscycie tzw. Dąb Plebiscytowy. Rośnie tam również okazały cis, drzewo objęte ochroną gatunkową.